# Beneficium
Il termine beneficium nel diritto romano, rappresentava un provvedimento ad personam, emanato per premiare una persona, mentre nel diritto medioevale indicava inizialmente una liberalità provvisoria elargita come ricompensa: in un secondo momento il termine venne a significare più precisamente la cessione di un immobile  in genere per servigi militari resi, che non implicava però il trasferimento della proprietà, rimanendo la stessa in capo a chi effettua l'assegnazione del beneficio: l'espressione beneficium fu poi progressivamente sostituita dall'espressione foeudum (o feudum, 'feudo'), di origine germanica.
Nei documenti storici francesi, il termine beneficium ricorre dal V secolo al IX secolo e indica la proprietà terriera. Nel diritto romano, il termine beneficium indica uno speciale privilegio o favore accordato ad una persona per la sua età, il sesso o la condizione.
A seguito delle invasioni barbariche all'interno dell'Impero Romano,  presso i re Goti e Longobardi, il termine beneficium iniziò ad indicare la ricompensa per i signori dell'aristocrazia militare che si fossero distinti in battaglia, dopo aver prestato il giuramento di fedeltà al proprio sovrano (leudasianum). II beneficio, originariamente amovibile, progressivamente divenne a vita ed infine ereditario, fino all'implicita affermazione di un certo diritto con il capitolare di Quierzy dell'877.
A partire dal IX il termine beneficium, fu gradualmente sostituito da quello di foeudum. I benefici relativi alla proprietà e ai redditi fondiari rimasero in vita per alcune cariche e dignità della gerarchia ecclesiastica fino alla Rivoluzione francese.